# 艾德豪森
艾德豪森是德国巴伐利亚州的一个市镇。总面积37.30平方公里，总人口1786人，其中男性918人，女性868人（2011年12月31日），人口密度48人/平方公里。